# Nico Broers
Nicolaas Adrianus Broers (18 mei 1921 Sijbekarspel - 21 februari 1945 Hoogkarspel) was een Nederlands verzetsstrijder tijdens de Tweede Wereldoorlog.
Broers was lid van een verzetsgroep in Venhuizen. Hij hield zich onder andere bezig met wapendroppings. Om de daarbij behorende radio te kunnen gebruiken zou Nico Broers op 21 februari 1945 een accu ophalen in Venhuizen. Bij deze actie werd hij staande gehouden door drie mannen van de Wasserschützpolizei uit Enkhuizen. Deze zagen onmiddellijk de revolver die Nico onder zijn overall droeg. Nog voor hij dit wapen kon trekken was hij al neergeschoten.
Langs de provinciale weg (N506) te Hem (gemeente Drechterland) is een monument voor Nico Broers opgericht. Ter nagedachtenis aan de verzetsman die hier op 21 februari 1945 door de bezetter is gefusilleerd.
Nico Broers naam is opgenomen in het monument aan de Kranenburglaan te Hoogkarspel (gemeente Drechterland).